# شهرستان توپکینسکی
شهرستان توپکینسکی (به لاتین: Topkinsky District) یک شهرستان در روسیه است که در استان کمروو واقع شده‌است.